# NHK山城ラジオ中継局
NHK山城ラジオ中継放送所（エヌエイチケイやましろラジオちゅうけいきょく）は、徳島県三好市に置かれているNHK徳島放送局ラジオ第1放送の中継局である。

## 中継局概要

### AMラジオ放送
| 周波数  | 放送局名    | 空中線 電力 | 放送対象地域 | 放送区域 内世帯数 | 運用開始日     |
| ------- | ----------- | ----------- | ------------ | ----------------- | -------------- |
| 1503kHz | NHK 徳島第1 | 50W         | 徳島県       | 約1,700世帯       | 2002年 3月29日 |

- 所在地： 三好市山城町国政
- 放送区域： 三好市の一部
- 地理的に外国からの放送波の影響を受ける地域について、その受信環境改善の一環として設置された。